# All the Good Shit
All the Good Shit: 14 Solid Gold Hits 2000-2008 (uitgekomen in Japan als 8 Years of Blood, Sake and Tears: The Best of Sum 41 2000-2008) is een greatest hits album van de Canadese rockband Sum 41. De Japanse versie kwam uit op 26 november 2008 en wereldwijd kwam het album uit op 17 maart 2009. Het album bevat singles van alle studioalbums en 1 nieuw nummer "Always". Ook kwam tegelijkertijd met dit album een dvd uit met daarop alle muziekvideo's van de band (uitgezonderd "Some Say" en "Handle This").
In enkele winkels is de albumtitel gecensureerd en vervangen door "All the Good Stuff" of "All the Good Hits".

## Nummers
| Nr. | Titel                                                                               | Duur |
| --- | ----------------------------------------------------------------------------------- | ---- |
| 1.  | Still Waiting (van Does This Look Infected?)                                        | 2:38 |
| 2.  | The Hell Song (van Does This Look Infected?)                                        | 3:21 |
| 3.  | Fat Lip (van All Killer No Filler)                                                  | 2:58 |
| 4.  | We're All to Blame (van Chuck)                                                      | 3:38 |
| 5.  | Walking Disaster (van Underclass Hero)                                              | 4:46 |
| 6.  | In Too Deep (van All Killer No Filler)                                              | 3:27 |
| 7.  | Pieces (van Chuck)                                                                  | 3:01 |
| 8.  | Underclass Hero (van Underclass Hero)                                               | 3:16 |
| 9.  | Motivation (van All Killer No Filler)                                               | 2:52 |
| 10. | Makes No Difference (nieuw opgenomen versie, oorspronkelijk van Half Hour of Power) | 3:10 |
| 11. | With Me (van Underclass Hero)                                                       | 4:51 |
| 12. | Handle This (van All Killer No Filler)                                              | 3:37 |
| 13. | Over My Head (Better Off Dead) (van Does This Look Infected?)                       | 2:29 |
| 14. | Pain for Pleasure (van All Killer No Filler)                                        | 1:42 |

| Nr. | Titel                                                  | Duur |
| --- | ------------------------------------------------------ | ---- |
| 15. | Always (niet eerder uitgegeven)                        | 3:22 |
| 16. | Motivation (live in House of Blues in Cleveland, Ohio) | 3:45 |

| Nr. | Titel                                            | Duur |
| --- | ------------------------------------------------ | ---- |
| 15. | The Hell Song (live in Orange Lounge in Toronto) | 3:17 |
| 16. | With Me (Video)                                  | 4:53 |
| 17. | Fat Lip (Video)                                  | 3:20 |
| 18. | In Too Deep (Video)                              | 3:41 |

| Nr. | Titel                                                  | Duur |
| --- | ------------------------------------------------------ | ---- |
| 15. | Always (Niet eerder uitgegeven)                        | 3:22 |
| 16. | The Hell Song (Live in Orange Lounge in Toronto)       | 3:17 |
| 17. | Motivation (Live in House of Blues in Cleveland, Ohio) | 3:45 |

## Bezetting
- Deryck Whibley - leadgitaar (nummers 5, 8, 10, 11, 15), leadzang, slaggitaar, keyboard, piano (alle nummers), drums (nummer 14)
- Dave Baksh - leadgitaar, achtergrondzang (alle nummers behalve 5, 8, 10, 11, 15, 16, 17)
- Jason McCaslin - basgitaar, zang (alle nummers)
- Steve Jocz - drums, percussie, achtergrondzang (alle nummers), leadzang (nummers 3, 14)
- Tom Thacker - leadgitaar, achtergrondzang (nummers 16, 17)